# Alessio Ascalesi
Alessio Ascalesi C.PP.S (Casalnuovo, 22 oktober 1872 - Napels, 11 mei 1952) was een Italiaans geestelijke en kardinaal van de Rooms-Katholieke Kerk.
Ascalesi bezocht het seminarie van Spoleto en trad vervolgens in bij de Missionarissen van het Kostbaar Bloed. Hij werd op 8 juni 1895 priester gewijd. Na zijn wijding werd hij pastoor in Montemurano.
Op 29 april 1909 benoemde paus Pius X hem tot bisschop van Muro Lucano. In 1911 werd hij overgeplaatst naar Sant'Agata dei Goti en in 1915 benoemde paus Benedictus XV hem tot metropolitaan aartsbisschop van Benevento. Tijdens het consistorie van 4 december 1916 creëerde paus Benedictus hem kardinaal. De San Callisto werd zijn titelkerk.
Kardinaal Ascalesi nam deel aan het conclaaf van 1922 dat leidde tot de verkiezing van paus Pius XI. Deze benoemde hem in 1924 tot aartsbisschop van Napels. Hier bleef hij tot zijn dood. Hij nam ook nog deel aan het conclaaf van 1939, waarbij paus Pius XII werd gekozen.
Kardinaal Ascalesi overleed op 79-jarige leeftijd en werd begraven in de basiliek van de Incoronata Madre del Buon Consiglio in Capodimonte.

## Bron
- Biografische aantekening, met foto, op The Cardinals of the Holy Roman Church

- Bibliothèque nationale de France: cb155411451 (data)
- Gemeinsame Normdatei: 1123044155
- International Standard Name Identifier: 0000 0003 5539 9891
- Istituto Centrale per il Catalogo Unico: CUBV008637
- Virtual International Authority File: 90202980
- WorldCat: E39PBJcKHJgHTDy97rrwXGkkXd